# Morgan Davies (Schauspieler)
Morgan Davies (* 27. November 2001 als Morgana Linda Davies) ist ein australischer Schauspieler.

## Leben
Davies debütierte 2008 im Film Green Fire Envy als Kinderdarsteller. Es folgten Rollen 2010 in The Tree als Simone O’Neil und 2011 in The Hunter in der Rolle der Sass und in zwei Episoden der Fernsehserie Terra Nova als Leah Marcos. Er übernahm ab 2012 Rollen in verschiedenen Kurzfilmen sowie die Rolle der Bridie Allen in der Fernsehserie Devil’s Playground. 2017 wirkte er als Kayla in der Fernsehserie The Girlfriend Experience mit. 2019 hatte er eine Nebenrolle in Storm Boy. 2020 outete er sich als transgeschlechtlich und gab bekannt, zukünftig als Mann leben zu wollen. Im selben Jahr übernahm er in 20 Episoden der Fernsehserie The End die Rolle des Oberon Brennan. Anfang März 2022 wurde bekannt, dass er die Rolle des Corby im Netflix-Original One Piece verkörpern wird.

## Filmografie (Auswahl)
- 2008: Green Fire Envy
- 2010: The Tree
- 2011: The Hunter

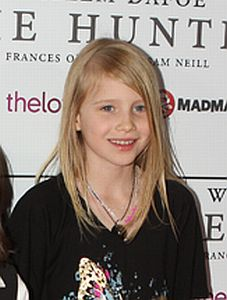
Morgan Davies (2011)

- 2011: Terra Nova (Fernsehserie, 2 Episoden)
- 2012: Julian (Kurzfilm)
- 2013: Growing Up (Kurzfilm)
- 2014: Devil’s Playground (Mini-Serie, 6 Episoden)
- 2014: Breath (Kurzfilm)
- 2014: Kharisma (Kurzfilm)
- 2015: The Boyfriend Game (Kurzfilm)
- 2015: Hench (Kurzfilm)
- 2017: The Girlfriend Experience (Fernsehserie, 7 Episoden)
- 2019: Calliope’s Prelude (Kurzfilm)
- 2019: Storm Boy
- 2020: The End (Fernsehserie, 20 Episoden)
- 2021: Beautiful They (Kurzfilm)
- 2023: Evil Dead Rise
- seit 2023 One Piece (Fernsehserie)